# Каспар фон Клингенберг
Каспар фон Клингенберг (на немски: Caspar von Klingenberg; † 1439) от род Клингенберг от Тургау и Хегау е господар на крепост Хоентвил в Баден-Вюртемберг, капитан на „Рицарите на Щитът на Свети Георги“, императорски съветник при император Сигизмунд.
Той е син на рицар Ханс фон Клингенберг, фогт на Радолфцел († 9 април 1388 в битка при Наефелс, Швейцария) и съпругата му Еуфемия (Офемия) фон Гунделфинген († 1406, дъщеря на Свигер X фон Гунделфинген († 1384) и Агнес фон Цолерн († 1398), дъщеря на граф Фридрих III фон Цолерн-Шалксбург († 1378) и София фон Шлюселберг († 1361). Внук е на Хайнрих (Хайнтцел) фон Клингенберг († 1352) и Маргарета фон Файхинген († сл. 1355).
Роднина е на Хайнрих II фон Клингенберг († 1306), няжески епископ на Констанц (1293 – 1306).
Каспар фон Клингенберг купува територии и може да дава пари на заем на краля. Родът измира през 1583 г. с дванадесетгодишния Ханс Георг фон Клингенберг.

## Фамилия
Каспар фон Клингенберг се жени сл. 27 декември 1399 г. за Маргарета Малтерер, годеница на Хайнрих фон Хахберг († 27 декември 1399), дъщеря на Мартин Малтерер († 9 юли 1386 при Земпах) и Анна фон Тирщайн († 1401). Те имат един син:
- Йохан (Ханс) фон Клингенберг († ок. 1478), фогт в Тургау, женен ок. 1424 г. за Валбурга фон Валдбург († 1478), дъщеря на граф Йохан II фон Валдбург († 1424) и Елизабет фон Монфор († 1422), дъщеря на граф Конрад фон Монфор-Брегенц († 1387) и Агнес фон Монтфорт-Тостерс († 1394)[2]; нямат деца